# 370e régiment d'infanterie (France)
Le 370e régiment d'infanterie (370e RI) est un régiment d'infanterie de l'Armée de terre française, actif pendant la Première Guerre mondiale. Constitué en août 1914 avec les bataillons de réserve du 170e régiment d'infanterie, il est dissous en octobre 1917.

## Création et différentes dénominations
- 1914 : 357e régiment d'infanterie

## Chefs de corps
- 1914 - juin 1915 : lieutenant-colonel (puis colonel) de Lagger-Camplong[1]
- juin 1915 - janvier 1917 : lieutenant-colonel de La Beaume[1],[2]
- janvier - octobre 1917 : colonel Dussange[2]

## Historique des garnisons, combats et batailles

### Première Guerre mondiale

#### Affectation

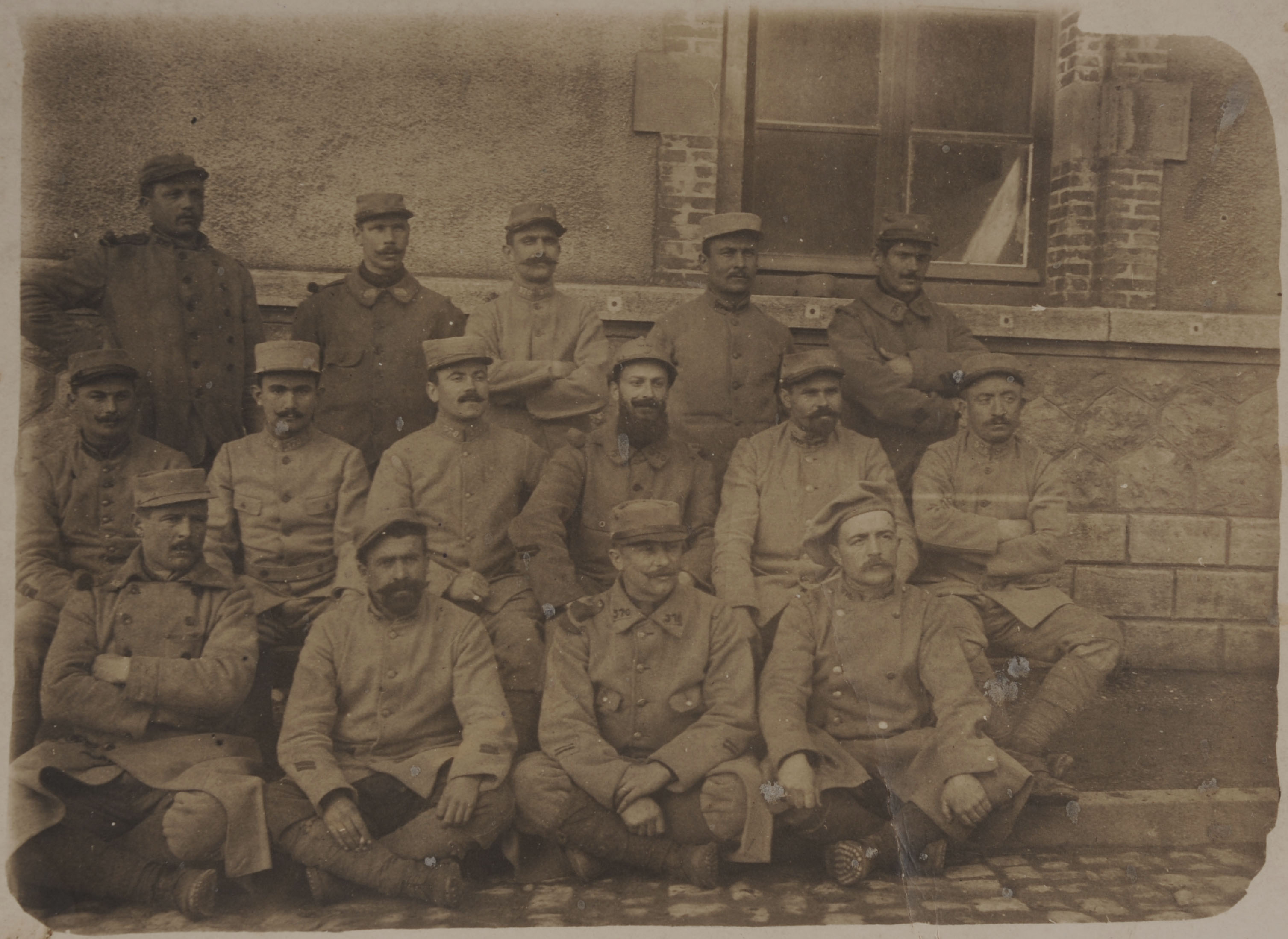
Soldats du fin 1915.

- 71e division d'infanterie du 12 août 1914 à janvier 1917
- 170e division d'infanterie de janvier à novembre 1917

#### 1914
À la mobilisation, chaque régiment d'active crée un régiment de réserve dont le numéro est le sien plus 200. Le 370e RI est créé à partir du 170e RI d’Épinal. Il fait partie de la défense mobile d’Épinal jusqu'au 12 août 1914 puis rejoint la 71e DI. Le 21 septembre, le régiment est en place au col d'Urbeis et au Climont, subissant dans la soirée les premiers tirs d'artillerie allemands. Pressé par les Allemands, le régiment se replie. 

#### 1917

##### Mutineries
Il rejoint Cœuvres le 22 mai. Bien que le régiment ne participe pas à la sanglante offensive Nivelle, il est à l'origine d'une des mutineries de juin 1917. Le 1er juin, le régiment est apostrophé par des soldats et même des officiers du 36e régiment d'infanterie et du 129e régiment d'infanterie, emmenés loin du front après leur mutinerie. Les soldats apprennent également que le gouvernement français a refusé les visas des syndicalistes qui voulaient participer à la conférence de paix de Stockholm. Le 2 juin vers 15 h, la 17e et la 23e compagnies refusent de se mettre en marche vers Bucy-le-Long. Les soldats de la 17e ne réagissent pas lorsque le colonel Dussange vient les voir. Les officiers essaient de parlementer, sans succès. La 19e compagnie rejoint le mouvement à la suite de la 17e et ces deux compagnies font leur jonction avec la 23e. Dans la soirée, les soldats manifestent à Cœuvres, en chantant l'Internationale et tirant en l'air des coups de fusil. Un groupe de six cents soldats (la 23e compagnies quasiment au couplet, la moitié de la 17e et de la 19e, un quart de la 22e et quelques dizaines de la 20e et du 4e bataillon) décident de se mettre en route vers Villers-Cotterêts. Dans la nuit, une partie d'entre eux se ravise et rejoint le reste du régiment à Bucy-le-Long. Les mutins, soit 20% de l'effectif, avec notamment deux mitrailleuses, stationnent au bois du Champ-Vernaux. Le 3 juin, les mutins quittent le bois dans l'après-midi après la visite de deux officiers d'état-major du 21e corps d'armée. Les soldats traversent Saint-Pierre-Aigle, cherchant à rejoindre le 17e RI mutiné à Soissons. La 5e brigade de cavalerie parvient à les bloquer dans le village de Missy. Encerclés, les mutins ne se rendent que le 8 juin. Une quarantaine d'entre eux, identifiés sans vraie enquête comme les meneurs, sont mis à part pour être jugés. Le procès a lieu du 23 au 25 juin à Soissons, avec trente-deux accusés. Après un pourvoi en révision rejeté le 29 juin, dix-sept sont condamnés à mort et les autres à dix ans de réclusion. Seize des peines de mort sont commuées par la présidence de la République après les demandes des députés de la Côte-d'Or. Un seul soldat, Joseph Ruffier, sans famille et condamné plusieurs fois avant et pendant la guerre, est fusillé le 6 juillet à Saint-Pierre-Aigle.
Le régiment est dissout le 30 octobre 1917. Les 4e et 6e bataillons rejoignent le centre d'instruction divisionnaire de la 47e division d'infanterie (CID 47) et le 5e le CID 46.

## Drapeau

Dessin du revers du drapeau du, avec les inscriptions reçues après-guerre.

Le drapeau du 370e RI porte les inscriptions :
- Alsace 1914
- L'Aisne 1917

## Personnages célèbres ayant servi au370eRI
- Pierre Chaine, écrivain et dramaturge. Lieutenant de mitrailleuses en 1915, il commence à ce moment la rédaction des Mémoires d'un rat[7]

### Sources et bibliographie
- Historique du 370e Régiment d'Infanterie : Campagne 1914-1918, Luxeuil, A.-F. d'Arcier, 1919 (lire en ligne)